# Хуан Сяоцзин
Хуа́н Сяоцзи́н (кит. упр. 黄小晶, пиньинь Huáng Xiǎojīng, род. март 1946, Фучжоу) — губернатор китайской провинции Фуцзянь (2004—2011), член ЦК КПК (2007—2012).
Член КПК с дек. 1973 года, член ЦК КПК 17 созыва. Депутат ВСНП 8 и 10 созывов.

## Биография
По национальности ханец. Выпускник университета.
В 1983—1984 гг. глава Фучжоуского горкома комсомола.
С 1984 года заместитель, в 1987-95 гг. спецпредставитель округа и в 1993-95 годах глава окружкома КПК округа Лунъянь пров. Фуцзянь.
С апреля 1995 года вице-губернатор и с 2001 года член посткома парткома, с декабря 2003 года замглавы парткома провинции и в 2003—2011 годах губернатор пров. Фуцзянь (Восточный Китай).